# أليكس بلوم
أليكس بلوم (بالإنجليزية: Alex Blum) هو فنان قصص مصورة أمريكي، ولد في 7 فبراير 1889 في المجر، وتوفي في 1 سبتمبر 1969 في ري في الولايات المتحدة.